# Шелфорд (станция)
Железнодорожная станция Шелфорд (англ. Shelford railway station) — железнодорожная станция в деревне Грейт-Шелфорд (графство Кембриджшир, регион Восточная Англия). Также обслуживает деревни Литл-Шелфорд и Стейплфорд, от которых находится на расстоянии одной мили.

## История
Станция открыта Железной дорогой восточных графств (англ.) 30 мая 1845 года. Двадцатью годами позже станция стала узловой, после постройки северной части Линии Стаурской долины (англ.) от станции Хейверхилл до станции Шелфорд, открытой 1 июня 1865 года. 9 августа 1865 года после строительства участка Хейверхилл — Садбери Линия Стаурской долины была завершена на всем протяжении, и Шелфорд получил прямую связь со станцией Колчестер, расположенной на Великой Восточной магистрали. Благодаря этому через станцию проходили сезонные летние прямые поезда, связывающие регион Мидлендс в центральной Англии с курортом «Клактон-он-Си. Движение по Линии Стаурской долины и, соответственно, из Шелфорда до Колчестера, прекратилось 6 марта 1967 года, попав под так называемый Топор Бичинга» (англ.), после чего станция Шелфорд перестала быть узловой.

## Обслуживаемые направления и маршруты
Через станции проходят и на ней, соответственно, останавливаются поезда оператора Greater Anglia, следующие по Магистрали Западной Англии между станцией Кембридж-Северный и лондонским вокзалом Ливерпуль-стрит (часть поездов от станции Кембридж-Северный и в обратном направлении до нее). Интенсивность движения — два поезда в час.

## Интересные факты
Выдающийся английский театральный режиссёр Питер Холл в детстве в середине 1930-х — начале 1940-х гг. прожил несколько лет в здании вокзала — когда его отец Реджинальд Холл был начальником станции Шелфорд.